# Rubén Villavicencio
Rubén Adolfo Villavicencio Moreno (Mérida, Venezuela; 29 de febrero de 1976) Abogado egresado de la Universidad de los Andes (Venezuela), magíster en Derecho del Fútbol Sports Law Institute. (España); máster en Ciencias Políticas, Diplomáticas y Integración, Ética en el Servicio Público y Relaciones Internacionales, Universidad de Salerno (Italia); Director RV Sports Law. Ex Presidente Ejecutivo de la Liga FUTVE. Presidente de Atlético Venezuela C.F, entidad deportiva que militó en la Primera División de Venezuela. además de ser CEO del despacho especializado en Derecho del Fútbol RV Sports Law.

## Formación académica
Villavicencio egresado como Bachiller en Ciencias de la Unidad Educativa Caracciolo y Olmedo en Mérida, Venezuela, figuró como Presidente de la Sociedad Bolivariana y miembro del Centro de Estudiantes de dicha institución. Ingresó en la Escuela de Derecho de la Facultad de Ciesncias Jurídicas, Políticas y Criminológicas de la Universidad de los Andes (Venezuela), recibiendose como Abogado en 1999. Continua sus estudios de tercer nivel obteniendo la Especialización en Aduana y Comercio Exterior con la mención summa cum laude en el año 2000; en el Instituto de Economía y Comercio Exterior en alianza con la facultad de Ciencias Económicas y Sociales de la Universida de la Andes. En 2007 hace estudios del máster en Ciencias Políticas, Diplomáticas y Integración, Ética en el Servicio Público y Relaciones Internacionales, Universidad de Salerno (Italia). en 2021 logró la Maestría en Derecho del Fútbol en el Sports Law Institute de España y es certificado del Curso Superior en Derecho del Fútbol con doble titulación de la Facultad de Derecho de la Universidad Austral y el Sports Law Institute.

## Trayectoria

### Atlético Venezuela
En 2011, un grupo de jóvenes empresarios decide salvar económica y deportivamente al Atlético Venezuela, de mutuo acuerdo con la directiva anterior. La nueva junta directiva la encabeza el Dr. Rubén Villavicencio, quien rápidamente asume el compromiso adquirido con las autoridades salientes y dan inicio a un saneamiento de la deuda y a la reconstrucción del equipo en su parte deportiva. Contratan al director técnico José Hernández y a un grupo de jóvenes futbolistas, en su mayoría procedentes de clubes de Primera División, así como algunos cedidos a préstamo.
El primer objetivo deportivo trazado por el nuevo Atlético Venezuela fue el de ocupar los primeros lugar de su grupo en el Torneo Apertura 2011 y ganar el derecho de jugar el Clausura 2012, que será el que le permita luchar por el ascenso a la Primera División.
El primer objetivo deportivo fue logrado. El siguiente fue conseguir el ascenso a Primera División, alcanzado luego de un notable Torneo Clausura, en el que el equipo finalizó campeón invicto e impuso un récord nacional de 30 encuentros sin derrotas en la Segunda División.

### Regreso al Atlético Venezuela
El 10 de septiembre de 2019, Atlético Venezuela anuncia que Rubén Villavicencio regresa a la presidencia del club, luego de la salida de Alirio Granadillo, luego de tener un paso en el puesto de presidente ejecutivo de la Liga FUTVE.